# 中西球道
中西 球道（なかにし きゅうどう）は、漫画『球道くん』及び『大甲子園』『ドカベン プロ野球編』『ドカベン スーパースターズ編』に登場する架空の人物。『球道くん』の主人公。
ゲーム『激闘プロ野球 水島新司オールスターズVSプロ野球』では緑川光が声を担当している。

## 人物
- 投手。名前の由来は「球けがれなく道けわし」で、この銘を刻んだボールをいつも持ち歩いている（実父の形見）。プライドが高く、短気で挑発に乗りやすい。
- 高校時代に最速163km/hを記録した剛速球が最大の武器で、並外れた精神力と強靭な肉体の持ち主。驚異的なスタミナと回復力があり、野球センスの塊で打撃、守備、走塁も一流。
- 誕生日は10月10日（『ドカベン プロ野球編』以降の設定では1976年生まれ[1]）。身長180cm、体重75kg（高校3年時）。血液型はB型。
- 幼少時からずっと左打ち。『プロ野球編』で再登場の際は右でも打てるようになっていたが、登録上は左打ちであり、左投手の犬飼知三郎との対戦の際も左打席に立っていた。
- 作中で描かれる投球フォームは村田兆治をモデルとしており、水島野球マンガ屈指の剛球投手にふさわしいダイナミックなものである。ストレートへの拘りが強い不知火守よりもさらにストレートの比率が高い。しかし、変化球が投げられない訳ではない。『大甲子園』での明訓高校との再試合の時はスタミナ温存の為に変化球を披露し、勝利への執念を見せ付けた。
- 後付けになるが、山田太郎に対しては並々ならぬライバル心を持っていた。「俺より上の選手が居る事が我慢出来ない」「甲子園などお祭り、3年間に一回だけ行けばいい」などと発言しており、打倒明訓が最優先であった。

## 経歴
- 北海道在住の幼少の頃、実母の失踪、南海ホークス選手の実父・山本一利の他界で両親がいなくなり、ふとした縁から中西大介と愛子のもとに引き取られ、養子になる。養子入りする前の本名は山本球道。
- 福岡（小倉）での小学校時代には、剣史郎や的場満といったライバルに出会う。小学校5年の時に、養父・大介のトレードにより千葉に移って浦安三中から青田高校に進む。
- 高校3年時の春の甲子園では、全試合を完封勝ち。決勝の博多どんたく戦では完全試合と23奪三振を記録し、予選大会から続く117イニングス無失点をマークした。
- 高校2年時に実母と再会。家族には「年上の恋人」と話しておき、春の選抜優勝後、甲子園球場で実母を両親に会わせる。
- 『大甲子園』においては、3年夏の県予選決勝クリーンハイスクール戦で初回早々に左腕を負傷したが続投し、最後は影丸隼人の背負い投法を打った衝撃で気絶しながらもスタンドに叩き込み、サヨナラ勝ちをおさめる。甲子園大会では中二美夫がいる江川学院などを破って順当に勝ち進み、準決勝で山田太郎らがいる明訓高校と対戦。延長再試合の激闘の末に惜敗したが、再試合を含め全イニングを一人で投げきった。決勝ではバックネットから明訓と紫義塾との試合を観戦した。
- 高校卒業後、アメリカのオリオン大学に留学。2000年、日本の千葉ロッテマリーンズにドラフト1位で入団。スカウトの袴田英利が「あの苦しみを乗り越え」などと言っていることから、高校時代の酷使により体のどこかを痛め、その故障を癒すためにアメリカに留学していた可能性がある。千葉マリンスタジアムで行われたロッテへの入団会見の際に記者陣から「客寄せパンダ」と嘲笑されたことで袴田共々怒りを露わにし、グラウンドに移動して袴田を相手に投球。ここで155km/hのストレートを投げ、記者陣と袴田はもちろん、この時初めて中西を見た山本功児監督を驚かせた。
- プロ初登板は山田が所属する西武ライオンズと対戦。山田とは、第1打席では2球目にデッドボールを与えてしまう。第2打席では、ロッテの投手としては1993年に伊良部秀輝が記録して以来となる158km/hのストレートを投げて空振り三振に仕留めたものの、第3打席では160km/hのストレートを本塁打にされ、結局この試合唯一の被安打、失点であった。打線も犬飼知三郎の前に散発6安打に抑えられ、敗戦投手となった。
- 2004年、東京スーパースターズ戦（東京ドーム）で完全試合を達成。その後しばらく作中に登場しなかった。
- 2008年、交流戦終了直後の東京戦で先発予定だったが、直前で登板回避し、唐川侑己にマウンドを譲る。その後、リリーフとして登板するが、岩鬼に逆転サヨナラ本塁打を打たれ負け投手となる。
- 2009年シーズン中に肩を壊し、秋季キャンプまでリハビリをしていたが、年明けには投球練習ができるまで回復した。
- 2010年、開幕戦の東京戦で荻野貴司の代打として出場（この際は右打者として打席に入っている）。立花光から同点タイムリーを放った。
- 2011年オフ、球団側との交渉を経てフリーエージェントではなく自由契約となり、京都ウォーリアーズに入団。入団に際して「微笑三太郎が選手兼任監督になること」を条件として提示していたが、三太郎は始めからそのつもりでいたため、話はすぐにまとまっている。
- 『ドカベン ドリームトーナメント編』では決勝戦延長12回の山田の打席となり、チームの勝利のために微笑に自ら敬遠を申し出たが、微笑の勧めにより勝負。この試合では自己最速となる167kmを記録したが、最終的にはサヨナラホームランを打たれる。

## 主な記録

### 高校時代
- 完全試合3回（練習試合1回を含む）
- ノーヒットノーラン1回
- 甲子園大会通算8勝（2敗）
- 甲子園大会通算7完封勝利
- 甲子園大会5試合連続完封勝利
- 甲子園大会47イニング連続無失点
- 甲子園大会11者連続奪三振
- 甲子園大会一試合30奪三振（延長18回）
- 27者連続奪三振（練習試合）
- 165イニング連続無失点

### プロ時代
- 最多奪三振1回（2002年）
- 最高勝率1回（2002年）
- 完全試合1回（2004年、東京戦）
- 公式戦初打席代打本塁打（2001年3月25日、西武戦）
- 日本シリーズ最速記録157km/h[2]

## 球種
- ストレート

『大甲子園』での山田との対戦で最速163km/hを記録した剛速球。プロ野球編では最速160km/h。プロでバッテリーを組む瓢箪曰く「球道のスピードとコントロールなら、（インコース、真ん中、アウトコースのそれぞれ高め、真ん中、低めの）9種類の変化球と同じ」。ドリームトーナメント編では前述のとおり167km/hを記録。
- カーブ

ストレートを投げるための体力温存に使われる事が多い。
- スライダー
- フォークボール

## 背番号
- 001（2000年 - 2011年）
- 1（2012年 - ）